# سفارة الهند في اليابان
سفارة الهند في اليابان هي أرفع تمثيل دبلوماسي لدولة الهند لدى اليابان. تقع السفارة في تشيودا وهي تهدف لتعزيز المصالح الهندية في اليابان.

## وصلات خارجية
- الموقع الرسمي
- قائمة سفارات الهند
- قائمة السفارات في اليابان